# گمبل فیلد
گمبل فیلد (به انگلیسی: Gamble Field) یک استادیوم ورزشی سر باز در ایالات متحده آمریکا است که در دانشگاه کلرادو بولدر واقع شده‌است.